# سعادیا گائون
سعادیا بن یوسف گائون یا سعید بن یوسف الفیومی (عبری:סעדיה בן יוסף גאון) خاخام و فیلسوف یهودی بود.

## زندگی
سعادیا گائون در سال ۸۸۲ میلادی در فیوم (پیتومی) در مصر زاده شد. در بیست‌سالگی یک واژه‌نامه زبان عبری نوشت. سه سال بعد، نوشته‌ای بر ضد گروه قرائیم نوشت. او پس از زندگی در حلب، از شهرهای سوریه، در شهر بابل سکنی گزید. در آن‌جا سعادیا با گائون یهودی دیگری یعنی هارون بن مئیر به گفتگو پرداخت؛ این گفتگو به مشاجره‌ای تند تبدیل شد و سبب آن تعیین تاریخ روزهای مقدس بوده‌است. پس از آن، سعادیا به مقام گائون آموزشگاه بابلی سورا برگزیده شد. در زمان سعادیا گائون، دانشکدهٔ سورا از سراسر جهان یهود دانشجو پذیرفت. اما به زودی سعادیا با راو بزرگ بابل، داوود بن زکی به مخالفت برخاست. هنگامی که داوود بن زکی می‌خواست به جای سعادیا، شخص دیگری را به عنوان گائون دانشکده قرار دهد، سعادیا راو بزرگ دیگری را برگزید. جنگ و درگیری میان این دو رهبر فکری یهود، هفت سال ادامه یافت؛ تا این که بزرگان یهودی آن دو را آشتی دادند و سعادیا به عنوان گائون اعظم دانشکدهٔ سورا برگزیده شد.
سعادیا به عنوان گائون در مدرسهٔ بابل، رساله‌هایی در موضوعات مختلف نوشت. او در مورد دستور زبان و فرهنگ زبان عبری، به تحقیقات گسترده‌ای دست زد. وی تقریباً تمام کتاب تَنَخ یهودی را به زبان عربی ترجمه کرد. یک کتاب دعا و همچنین اشعاری برای نیایش‌های دسته‌جمعی نگاشت؛ نوعی روش‌شناسی مبتنی بر دانش دینی و تفسیر جدیدی از تحقیقات هاگادا و تلمود ارائه داد؛ پرسش‌های بسیاری در مورد شریعت یهود را تدوین کرد، در پاسخ به سؤالات جوامع پراکنده یهود احکام مهمی را صادر کرد و بر تلمود و میشنا شرح نوشت؛ آثاری در زمینهٔ سال‌نامه و تاریخ‌نگاری‌های برپایهٔ کتاب مقدس و نوشته‌های ربی‌ها و حاخام‌ها نگاشت و الهیات عقلی به‌وجود آورد.
سعادیا در اثر اصلی فلسفی‌اش امانات و اعتقادات در صدد رد دعاوی دینی مسیحیان، مسلمانان و زرتشتیان برآمد. سعادیا تنها تورات را دارای سرچشمهٔ خداوندی می‌دانست؛ وی اعتقاد دینی و عقل را با هم سازگار می‌دانست و بر این مبنا سعی در اثبات خدا نمود.